# Barabás Éva (műsorvezető)
Barabás Éva (Bonyhád, 1969. január 22. –) szerkesztő-riporter, műsorvezető. Az SOS Gyermekfalvak nagykövete.

## Élete
Már kiskorában is televíziós szereplésre készült. A Bonyhádi Petőfi Sándor Evangélikus Gimnáziumban érettségizett. Az iskola dicsőségfalán a mai napig olvasható a neve. Első televíziós szereplése 18 évesen (1987) volt a Bonyhádi Televízióban. Itt két évet töltött. 1994–1997 között a Paksi Városi Televízió sportriporter-szerkesztője volt. 1997-ben megnyerte a Riporter Kerestetik versenyt, így került az MTV Híradó műsorába négy évre. 2001-től az RTL Klub munkatársa: 2001–2005 között a Delelő műsorvezetője volt, 2006 óta a Fókusz és a Fókusz Plusz című magazinok műsorvezetője, a Portré szerkesztő-műsorvezetője.

## Műsorai
- Csak Csajok (RTL Klub, 2011–2013)
- Portré (RTL Klub)
- Fókusz Plusz (RTL Klub)
- Fókusz (RTL Klub; 2006–)
- Reggeli (RTL Klub; 2001–2005, 2010–2011)
- Delelő (RTL Klub; 2001–2005)
- Híradó (MTV; 1997–2001)

## Díjai
- Story Ötcsillag-díj (2010)
- Mosolyrend